# 穆迪空軍基地
穆迪空軍基地（英語：Moody Air Force Base）是一个美国空军基地，位于喬治亞州朗茲縣瓦尔多斯塔附近。

## 地理
穆迪空軍基地的座標為30°58′07″N 83°11′35″W / 30.96861°N 83.19306°W，而該地最高點為海拔高度71米（即233英尺）。

## 人口
根據2010年美國人口普查的數據，穆迪空軍基地的面積為13.80平方千米，无水域面積。共有人口580人，人口密度為每平方千米42人。